# Siroch Chatthong
Siroch Chatthong (thailändisch สิโรจน์ ฉัตรทอง, * 8. Dezember 1992 in Surin), auch als Pipo (thailändisch ปีโป้) bekannt, ist ein thailändischer Fußballspieler.

## Karriere

### Verein
Siroch Chatthong erlernte das Fußballspielen in der Schulmannschaft des Surin Technical College in Surin. Seinen ersten Vertrag unterschrieb er beim Drittligisten Nonthaburi FC in Nonthaburi. 2013 wechselte er nach Bangkok und schloss sich dem Drittligisten Bangkok Christian College FC an. Zum Drittligisten Ubon UMT United aus Ubon Ratchathani wechselte er im Jahr 2015. Nach einem 2. Platz in der Meisterschaft der North/East–Region wurde der Club in der Championsleague der Drittligisten Sieger und stieg somit in die Zweite Liga, der Thai Premier League Division 1, auf. Mitte 2017 wechselte er in die Erste Liga und unterschrieb einen Vertrag bei Muangthong United. Mit Muangthong gewann er 2017 die Meisterschaft und die Mekong Club Championship. Zum Ligakonkurrenten PT Prachuap FC wechselte er im Juni 2018. Nach 35 Spielen und drei Toren ging er 2020 zum Erstligaaufsteiger BG Pathum United FC nach Pathum Thani. Nach einer überragenden Saison 2020/21 wurde BG am 24. Spieltag mit 19 Punkten Vorsprung thailändischer Fußballmeister. Im Dezember 2021 wechselte er auf Leihbasis zum Ligakonkurrenten Chiangrai United. Für den Verein aus Chiangrai absolvierte er zehn Erstligaspiele. Nach der Ausleihe kehrte er zu BG zurück. Für den Verein aus Chiangrai stand er in der Rückrunde zehnmal auf dem Rasen. Im Juni 2022 wurde er vom ebenfalls in der ersten Liga spielenden Nakhon Ratchasima FC ausgeliehen. Am Ende der Saison 2022/23 musste er mit dem Verein aus Nakhon Ratchasima in die zweite Liga absteigen. Für Korat stand er 25-mal in der ersten Liga auf dem Spielfeld. Nach der Ausleihe kehrte er zu BG zurück. Hier wurde sein Vertrag im Sommer 2023 nicht verlängert. Am 16. Juni 2023 nahm ihn der Erstligist Lamphun Warriors FC unter Vertrag. Nach einer Spielzeit, in der er 26 Ligaspiele bestritt, wurde sein Vertrag im Sommer 2024 nicht verlänhgert. Im Juni nahm ihn der ebenfalls in der ersten Liga spielenden Sukhothai FC unter Vertrag.

### Nationalmannschaft
Seit 2016 spielt Siroch Chatthong für die thailändische Nationalmannschaft. Sein Länderspieldebüt gab er am 25. August 2016 in einem Freundschaftsspiel gegen Katar im Jassim-Bin-Hamad-Stadion in Doha. Für Thailand bestritt er insgesamt 23 Länderspiele. Hierbei schoss er zwei Tore.

## Erfolge

### Verein
Ubon UMT United
- Regional League Division 2 – North/East : 2015

Muangthong United
- Thailändischer Ligapokalsieger: 2017
- Mekong Club Championship: 2017

PT Prachuap FC
- Thailändischer Ligapokalsieger: 2019

BG Pathum United FC
- Thailändischer Meister: 2020/21

### Nationalmannschaft
Thailand
- AFF Championship: 2016
- King’s Cup: 2017